# گولانکی (استان ماسوویان)
گولانکی (به لاتین: Golanki) یک روستا در لهستان است که در گمینا ستردنگ واقع شده‌است.